# Hendrikje Kühne und Beat Klein
Hendrikje Kühne und Beat Klein sind ein Schweizer Künstlerpaar mit bildnerischen Produktionen in verschiedenen Techniken, die sich vor allem der Collage in Bildern und Skulpturen bedienen. Zu ihren künstlerischen Ausdrucksformen gehören auch Installationen (Foto, Video und Buch einbeziehend). Ihre gemeinsame künstlerische Tätigkeit begann im Jahr 1998.

## Hendrikje Kühne
Hendrikje Kühne wurde am 19. Februar 1962 in Darmstadt geboren. Da ihr Vater eine Anstellung in der Basler chemischen Industrie fand, übersiedelte die Familie 1965 in die Schweiz nach Pfeffingen.
1982 bis 1984 nahm Hendrikje Kühne Kurse an der Schule für Gestaltung in Basel (heute Hochschule für Gestaltung und Kunst HGK), 1985 hörte sie an der Universität-Gesamthochschule Essen Vorlesungen über Bildende Kunst. 1986 bis 1988 arbeitete sie in der Malklasse an der Schule für Gestaltung in Basel, und schloss 1992 diese Studien mit dem Diplom als Zeichenlehrerin am Didaktikum Aarau ab. 1996 erhielt sie ein Atelierstipendium an der Cité Internationale des Arts Paris. Ein Nachdiplomstudium Design/Art and Innovation an der Hochschule für Gestaltung und Kunst in Basel folgte in den Jahren 2004 bis 2006.

## Beat Klein
Beat Klein wurde am 26. Juni 1956 in Sorengo (Schweiz) geboren. Seine künstlerische Ausbildung begann er an den Schulen für Gestaltung in Basel (heute HGKB) und Zürich (heute HGKZ) zunächst mit Vorkursen, die er dann in der Fachklasse für Werken und Gestalten fortsetzte. 1989 bis 1992 belegte er die Bildhauerklasse der Schule für Gestaltung (heute HGK) in Basel. 1991 erhielt er ein Atelierstipendium an der Cité Internationale des Arts Paris.

## Gemeinsames künstlerisches Schaffen
Seit dem Jahr 1998 arbeiten Hendrikje Kühne und Beat Klein eng zusammen und stellen ihre Bilder, Skulpturen und Installationen als gemeinsame Werke auch stets unter ihrer beider Namen aus. Die dreidimensionale Collage Property entstand als erstes gemeinsames Projekt im Rahmen des Artists’ Work-Programms im Irish Museum of Modern Art in Dublin. 1999 zeigen sie im Kunst Raum Riehen ihre erste Einzelausstellung. Ein zentrales Thema ist – nach den Immobilien in Property – jetzt: Autos, umgesetzt vor allem in der gleichnamigen Bodenskulptur, für die Tausende (einmal gezählt: 58800!) Auto-Abbildungen, ausgeschnitten aus Prospekten und Zeitschriften, mittels eines rechtwinkligen Stecksystems verbunden wurden.
Derartige Bodenskulpturen müssen immer wieder neu aufgebaut werden. Anzahl und Anordnung der Auto-Bilder können variiert werden; dynamisch werden derartige Installationen durch Mithilfe von Freunden und Betrachtern sowohl beim Aufbau der Installation als auch dem Sammeln von Bildmaterial. Material für diese Installationen liefern Warenkataloge, Magazine oder Broschüren. Aus Ansichts- und Kunstpostkarten erwachsen Landschaftsbilder, in denen man auf den ersten Blick die einzelnen Versatzstücke nicht erkennt.

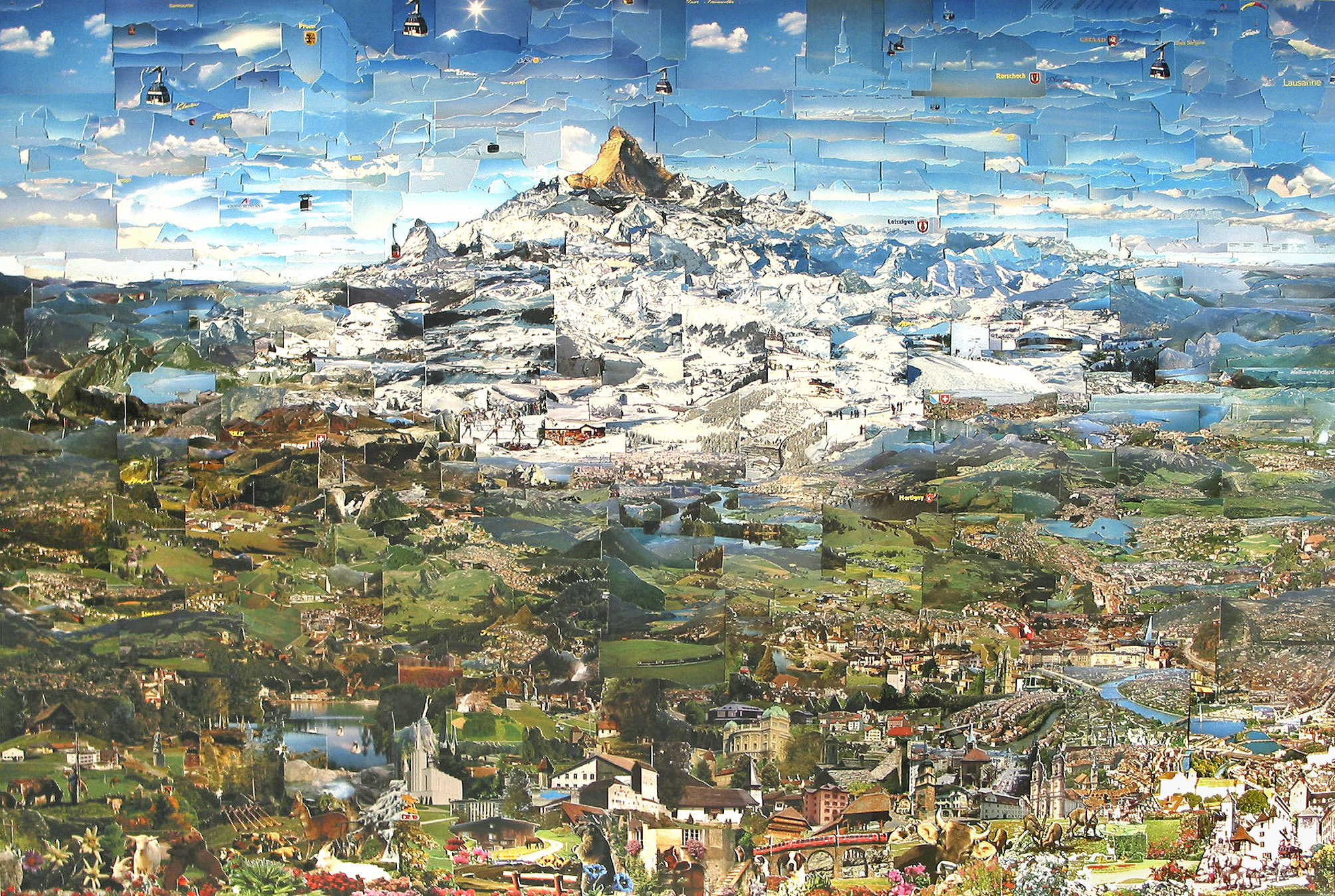
Grüezi Schweiz
Collage mit Ansichtskarten

In Typical Switzerland (2002) oder Grüezi Schweiz (2004) setzten sie sich ironisch mit dem Tourismus in der Schweiz auseinander.

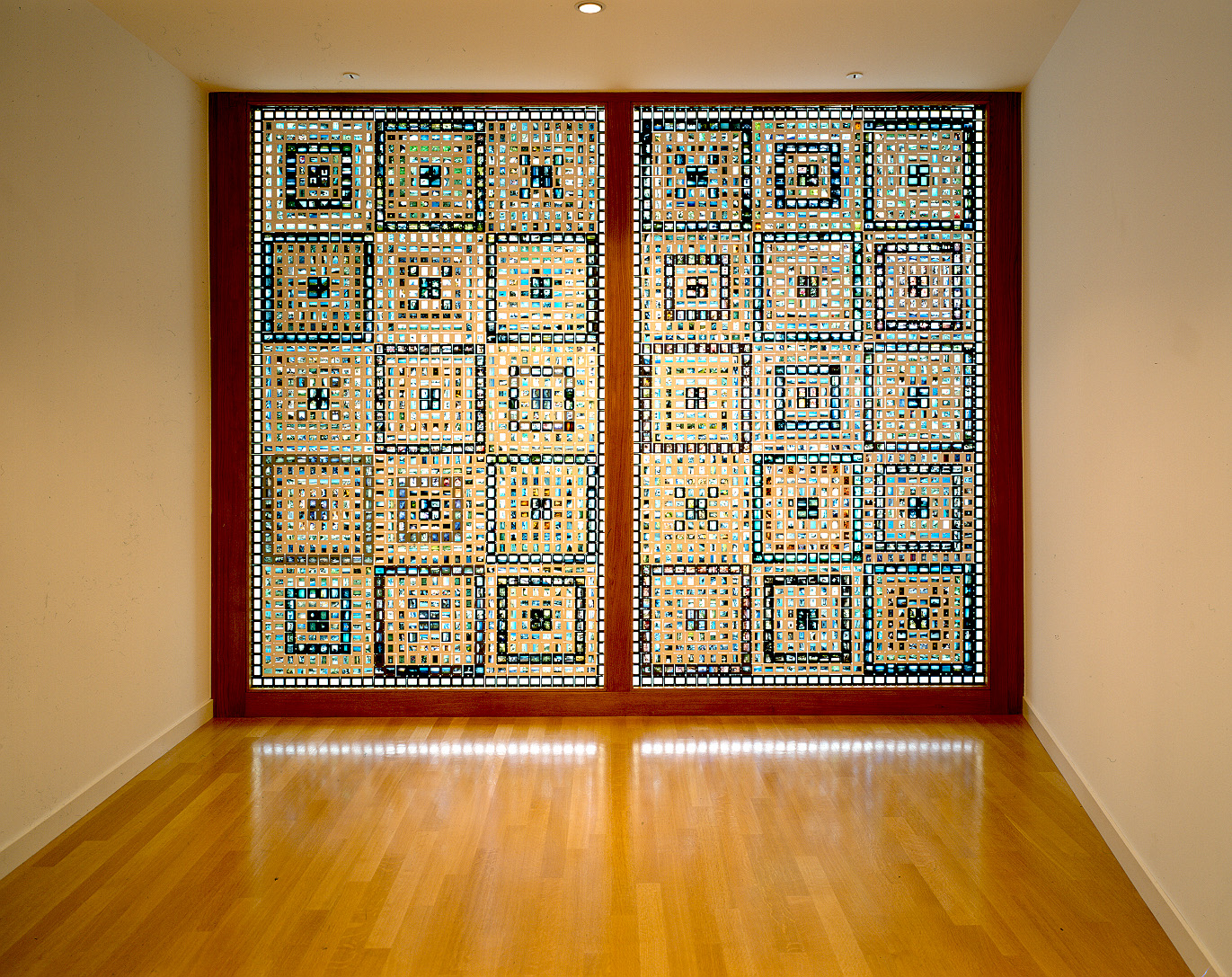
Gemeinsame Erinnerungen
Installation mit 3000 Dias

„Gemeinsame Erinnerung“ ist eine Zusammenstellung von 3000 Kleinbild-Dias, eine Summierung persönlicher Erinnerungen verschiedener Personen.

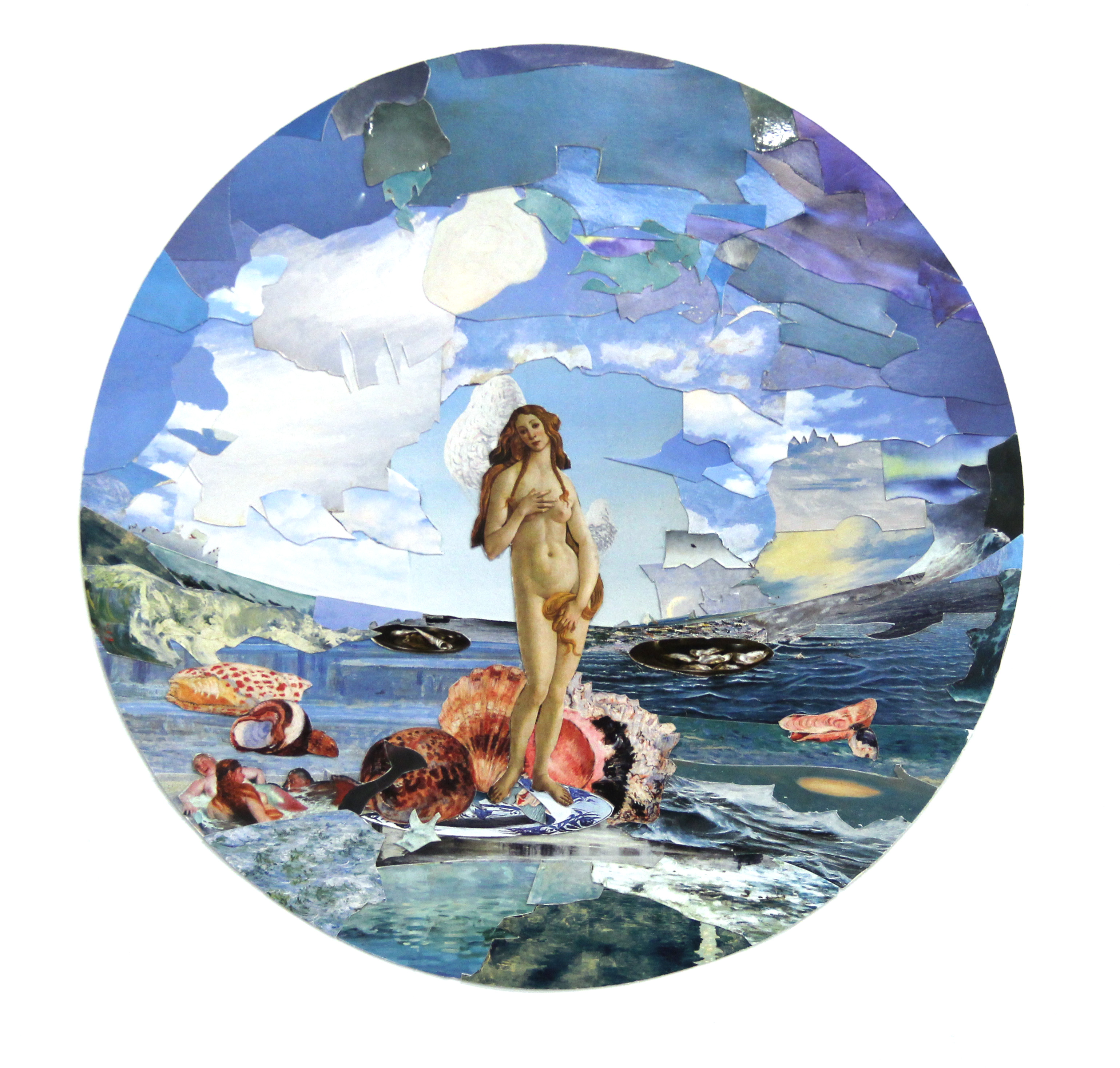
The Venus' Shells
Collage aus Kunstpostkarten mit Bezug auf Botticellis Geburt der Venus

Kühne/Klein reflektieren in Bild-Collagen Werke Alter Meister, wie z. B. mit The Venus' Shells (2010) zu Botticellis Geburt der Venus oder mit The Girl's View (2010) zu Jan Vermeers Mädchen mit dem Perlohrring.
Hendrikje Kühne und Beat Klein leben und arbeiten in Basel (BL) und Pleigne (JU).

## Einzelausstellungen (Auswahl)
- 1999 Kunst Raum Riehen, Basel-Stadt (CH); Hendrikje Kühne / Beat Klein (Katalog)
- 2000 Kunstverein Schwäbisch Hall (DE); Das Leben ist eine Fahrt ins Blaue
- 2000 Kunstraum Aarau (CH); Auf dem Berg / Im Wald / In der Stadt
- 2001 Temple Bar Gallery, Dublin (IE); A World of Difference (Katalog)
- 2001 Gasworks Gallery, London (GB): Life is a Mystery Tour (part II) (Katalog)
- 2002 The Gallery, St Peter Port, Guernsey (UK); Map of Paradise (Katalog)
- 2003 Kunstverein Springhornhof, Neuenkirchen (DE); Fokus 1 (Katalog und Stickerheft)
- 2007 M’ARS Centre for Contemporary Arts, Moskau (RU); Car Crush
- 2008 Sølyst Artist in Residence Center Jyderup (DK); The Garden, Birds and a Hedge
- 2009 Kunstmuseum Olten (CH): Wo sie herkommt, singen die Vögel schöne Lieder (Katalog)
- 2010 GIST Galerie, Amsterdam (NL): Painting Views
- 2011 Art Brussels (BE): Positions (Installation)
- 2012 GIST Galerie, Amsterdam (NL): Entrez!
- 2013 Pavel Zoubok Gallery, New York City (US): Somewhere only we know
- 2014 Galerie Graf&Schelble, Basel (CH): Die kennen wir vom Sehen
- 2016 Galerie Graf&Schelble, Basel (CH): Schauplätze
- 2017 The Garden of the Zodiac, Omaha/Nebraska (US): Where do you wonna go from here?
- 2018  Sherry Leedy Contemporary Art, Kansas City/Missouri (US): Places to Remember
- 2018  Musée jurassien des arts, Moutier (CH): Une heure dans le Jura (Stickerheft)

Darüber hinaus beteiligten und beteiligen sich Kühne/Klein an Kollektivausstellungen in vielen europäischen Ländern sowie in Neuseeland und USA.

## Auszeichnungen/Stipendien/Artist in Residence-Aufenthalte
Kühne/Klein erhielten Auszeichnungen in Form von Artist-in-Residence-Aufenthalten in mehreren Ländern Europas und in den USA
- 1998 Artists‘ Work Programme, Irish Museum of Modern Art, Dublin (IE)
- 2002 International Artists in Residence Programme, Guernsey College of Art and Design, St. Peter Port, Guernsey (UK)
- 2003 Kunstverein Springhornhof, Neuenkirchen/Lüneburger Heide (DE); Projektaufenthalt
- 2004 Sirius Arts Centre, International Residence Programme, Cobh/Cork (IE)
- 2006 Atelier Berlin (DE) des Kantons Basel-Stadt; Atelierstipendium
- 2007 M’ARS Centre for Contemporary Arts, Moskau (RU); Visiting Artists
- 2008 Sølyst Artist in Residence Center, Jyderup (DK)
- 2010 Headlands Center for the Arts, Sausalito/CA (US)
- 2012 Bemis Center for Contemporary Arts, Omaha (US)
- 2016 visarte schweiz: Aufenthalt an der Cité Internationale des Arts in Paris (FR)
- 2017 Gilfélagid, Akureyri: Residency in Akureyri (IS)
- 2020 Pôle Courbet, Musée Courbet, Ornans (FR): Ferme Courbet, Flagey, Residency
- 2022 Kulturpreis der Gemeinde Riehen

## Arbeiten in Sammlungen (Auswahl)
- Basel (CH), Christoph Merian Stiftung
- Basel (CH), Bank für Internationalen Zahlungsausgleich
- Basel (CH), Helvetia Kunstsammlung
- Bern (CH), Museum für Kommunikation
- Brüssel (BE), ING Belgium
- Dublin (IE), Irish Museum of Modern Art
- Groningen (NL), Gasunie Kunstcollectie
- Liestal (CH), Kunstsammlung des Kantons Basel-Landschaft
- Moskau (RU), M'ARS Center for Contemporary Art
- Moutier (CH), Sammlung des Musée Jurassien des Arts
- New York (US), Microsoft Art Collection
- Olten (CH), Kunstmuseum Olten
- Porrentruy (CH), Collection jurasienne des Beaux-Arts
- Warth (CH), Kunstmuseum Thurgau, Kartause Ittingen
- Zürich (CH), Bank Julius Bär
- Zürich (CH), Kunstsammlung der Stadt Zürich
- Zürich (CH), UBS Art Collection